# Sadran
 (mars 2024).
Sadran est une cérémonie traditionnelle javanaise et maduraise (et peut-être aussi sundanaise). Le mot "sadran" vient du sanskrit sraddha.
Cette cérémonie est célébrée pendant le mois javanais et musulman de ruwah qui précède le mois du jeûne musulman ramadan.
Sadran consiste à visiter les tombes des ancêtres et à y déposer des fleurs (nyekar en javanais),. Les Javanais non-musulmans y participent aussi.